# Niwula
Niwula, auch Nawila genannt, ist eine kleine pazifische Insel in der Gruppe der Banks-Inseln von Vanuatu, gelegen vor der Ostküste von Vanua Lava.

## Geographie
Die etwa 900 m lange und ca. 450 m breite Insel wird zusammen mit dem rund 900 m westlich gelegenen Eiland Kwakéa sowie einer dritten, weit kleineren (unbenannten) Insel von einem nahezu geschlossenen Riff umfasst.
Niwula ist dicht bewaldet und unbewohnt.